# 3x3 Champions Cup
La 3x3 Champions Cup sono un torneo per nazionalidi pallacanestro 3x3. L'esordio del torneo si è tenuto nel 2025 a Bangkok, in Thailandia. Il torneo mette in competizione le vincitrici delle Olimpiadi, dei mondiali e dei tornei continentali. La competizione include due tornei; uno per gli uomini e un altro per le donne. Ogni squadra ha 4 giocatori (3 in campo, 1 in panchina).
Nel 2025 l'evento è stato sponsorizzato da Red Bull ed è conosciuto per motivi di sponsorizzazione anche come Red Bull Champions Cup.

## Risultati

### Torneo maschile
| Anno | Località | Oro    | Argento     | Bronzo    |
| 2025 | Bangkok  | Serbia | Paesi Bassi | Australia |

### Torneo femminile
| Anno | Località | Oro    | Argento | Bronzo    |
| 2025 | Bangkok  | Canada | Spagna  | Australia |

## Medagliere
| Posiz. | Nazione     | Oro | Argento | Bronzo | Totale |
| ------ | ----------- | --- | ------- | ------ | ------ |
| 1      | Serbia      | 1   | 0       | 0      | 1      |
| 1      | Canada      | 1   | 0       | 0      | 1      |
| 3      | Spagna      | 0   | 1       | 0      | 1      |
| 3      | Paesi Bassi | 0   | 1       | 0      | 1      |
| 5      | Australia   | 0   | 0       | 2      | 2      |
| Totale | Totale      | 2   | 2       | 2      | 64     |